# Jüri Uluots

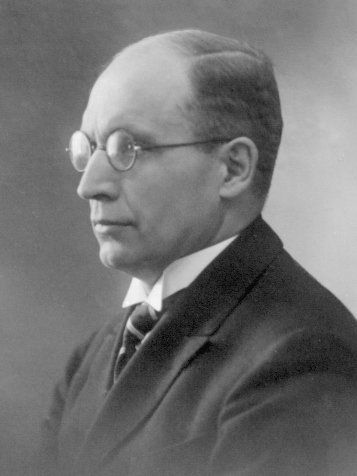
Jüri Uluots

Jüri Uluots (* 1. Januarjul. / 13. Januar 1890greg. in Kirbla, Gemeinde Lihula, Kreis Lääne/Estland; † 9. Januar 1945 in Stockholm/Schweden) war ein estnischer Jurist und Politiker. Er war von 1939 bis 1940 Ministerpräsident der Republik Estland und von 1940 bis 1945 aufgrund der Deportation des Präsidenten Päts Oberhaupt der verfassungsmäßigen estnischen Regierung.

## Jurist
Jüri Uluots legte sein Abitur in Pärnu ab und studierte von 1910 bis 1918 Rechtswissenschaft an der Universität St. Petersburg. Danach unterrichtete er bis 1944 estnisches und Römisches Recht an der Universität Tartu. Von 1924 bis 1931 war er Dekan der Rechtswissenschaftlichen Fakultät der Universität Tartu. 1919/20 war Uluots Redakteur der estnischen Zeitung „Kaja“ (Echo) und 1937/38 Chefredakteur der Zeitung Postimees.

## Politiker
1920 bis 1926 und 1929 bis 1932 war Uluots Mitglied des estnischen Parlaments (Riigikogu). Von 1937 bis 1940 war er unter dem autoritär regierenden Präsidenten Päts Vorsitzender der Vaterlandsunion, der einzig zugelassenen Partei. Vom 12. Oktober 1939 bis zur Besetzung Estlands durch die Sowjetunion am 17. Juni 1940 war er Ministerpräsident der Republik Estland.
Mit der Verhaftung und Deportation des verfassungsmäßigen Staatspräsidenten Konstantin Päts durch die sowjetischen Behörden wurde Jüri Uluots nach der estnischen Verfassung von 1938 de jure Ministerpräsident mit den Aufgaben des Präsidenten. Er hatte dieses Amt bis zu seinem Tode 1945 inne.

### Zweiter Weltkrieg
Uluots versuchte beim Einmarsch der deutschen Wehrmacht vergeblich, wieder eine unabhängige estnische Regierung zu bilden. Diese wurde jedoch von der deutschen Besatzungsmacht nicht anerkannt. Uluots lehnte daher zunächst eine Zusammenarbeit mit den deutschen Besatzern ab. Als die Front Anfang 1944 wieder die Ostgrenze Estlands erreicht hatte, wurde von Seiten der deutschen Militärbefehlshaber am 31. Januar 1944 die allgemeine Wehrpflicht für alle Bewohner Estlands proklamiert. In einer Radioansprache am 7. Februar 1944 rief Uluots die Jahrgänge 1904 bis 1923 dazu auf, sich freiwillig zu den estnischen Verbänden zu melden, um an der Seite der Wehrmacht gegen die Rote Armee zu kämpfen. Dem Aufruf leisteten etliche 10.000 Esten Folge.
Zwischen dem Abzug der Wehrmacht aus Estland und der herannahenden Roten Armee bildete der bereits schwer an Krebs erkrankte Uluots am 18. September 1944 unter Otto Tief eine neue estnische Regierung. Die Sowjetunion ließ einige Mitglieder der Regierung hinrichten.  Anderen, unter ihnen Uluots am 20. September 1944, gelang die Flucht nach Schweden, wo bis 1992 die estnische Exilregierung ihren Sitz hatte.

## Posthum
In einer Zeremonie wurde Jüri Uluots am 31. August 2008 in seinem Heimatort Kirbla zusammen mit seiner Ehefrau Anette, geb. Tobber (* 26. Juni 1901 in Vana-Tänassilma, Kreis Viljandi; † 9. Juni 1995 in Stockholm) und seinem Sohn Jüri-Erik (* 19. September 1930 in Tartu; † 1. Juni 2006 in Stockholm) beigesetzt, nachdem die sterblichen Überreste der Familie am 10. Mai 2008 auf dem Stockholmer Waldfriedhof exhumiert und am 13. Mai 2008 nach Estland übergeführt wurden. Die einzige Tochter, Viia (* 9. April 1927 in Tartu; † 4. März 1987 in Zürich), verheiratete Wiget, ist in Zürich begraben.